# جوف آل معمر
جوف آل معمر؛ قرية تتبع محافظة سراة عبيدة في منطقة عسير في جنوب غرب السعودية.

## المركز
- هو أحد المراكز التابعة لمحافظة سراة عبيدة ورئيس المركز هو محمد بن إبراهيم حسن القحطاني.
- رقم المركز 6069.[1]

## القرية
قرية تابعة لمحافظة سراة عبيدة بـمنطقة عسير، وتقع في الجزء الجنوبي الغربي من المملكة العربية السعودية بالقرب من مدينة خميس مشيط، يحده من الشرق العرقين ومن الشمال الحامض والعطيفة ومن الشمال الغربي القاعة ومن الجنوب جبل مسحر ومن الغرب ريع الجوف، ويبلغ ارتفاعه عن سطح البحر أكثر من 2200 متر.

## التسمية
تسميته بالجوف لإحاطة الجبال لها والشق الثاني من الاسم آل معمر هم سكان القرية.

## المجتمع
يوجد تكافل اجتماعي منذ عام 1382هـ تقريباً وذلك في الديات الشرعية ولازالت محافظة على تعاونها وتكاتفها في الديات والحوادث وهناك مسؤولين من كل فخذ ومن كل قرية يقومون بترتيب وتنظيم بيانات جمائعهم وهناك أمين صندوق متعاون لهذه الأمور وهذه الميزة جيده جداً وهي من باب لم الشمل للقبيلة مع بعضها البعض.

## السطح
سطح جوف آل معمر جبلي بها عدد من الجبال المشهورة مثل جبل مسحر و الضور، أبو قفية والعمود الواسط والأسفل والقعيم ورمح و من الهضاب الملاط والعوشز والابييض وهضاب القاعة وتتخلله الأودية منها وادي الجوف وحبتر وصلمان والرشيد ودبغه واركاب وخضار وإشبهانة والأشقر وابوعجب و به نبعان تدعا الرميداء والخرارة وغدير عليا و يوجد عدد من السدود أهمها سد الجوف والغيران وسد الرشيد وسد القطرين وسد آل فرحان وسد ال مترك وسد ال جلال وسد آل محمد ابن فردان وسد ابن هجار.

## المناخ
مناخ جوف ال معمر بارد شتاء معتدل صيفا.

## الصحة
يوجد بها مركز صحي وأقرب مستشفى للقرية مستشفى سراة عبيدة العام.

## التعليم
يوجد بها مدرسة بنين أبتدائي ومتوسط و ثانوي ومدرسة بنات أبتدائي ومتوسط و ثانوي وهي تابعة لإدارة تعليم محافظة سراة عبيدة.

## النشاط الاقتصادي

### الثروة الزراعية والحيوانية
قرية الجوف تشتهر بزراعة الرمان والفركس و المشمش والعنب و التين والتين الشوكي بالإضافة إلى المنتجات الزراعية الأخرى.
وكذالك يهتم بتربية المواشي من الأبل والغنم  بالإضافة للطيور.

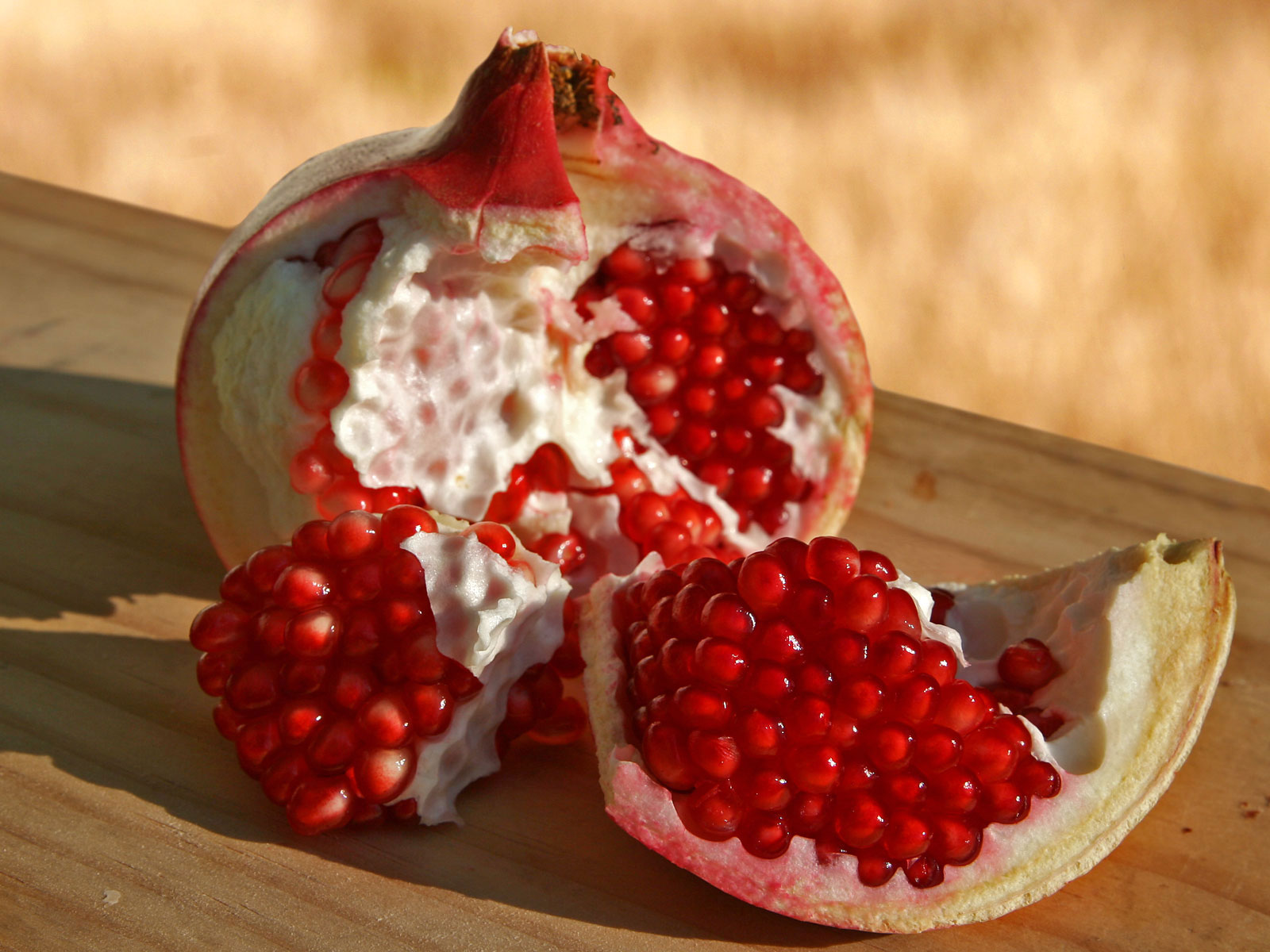
الرمان
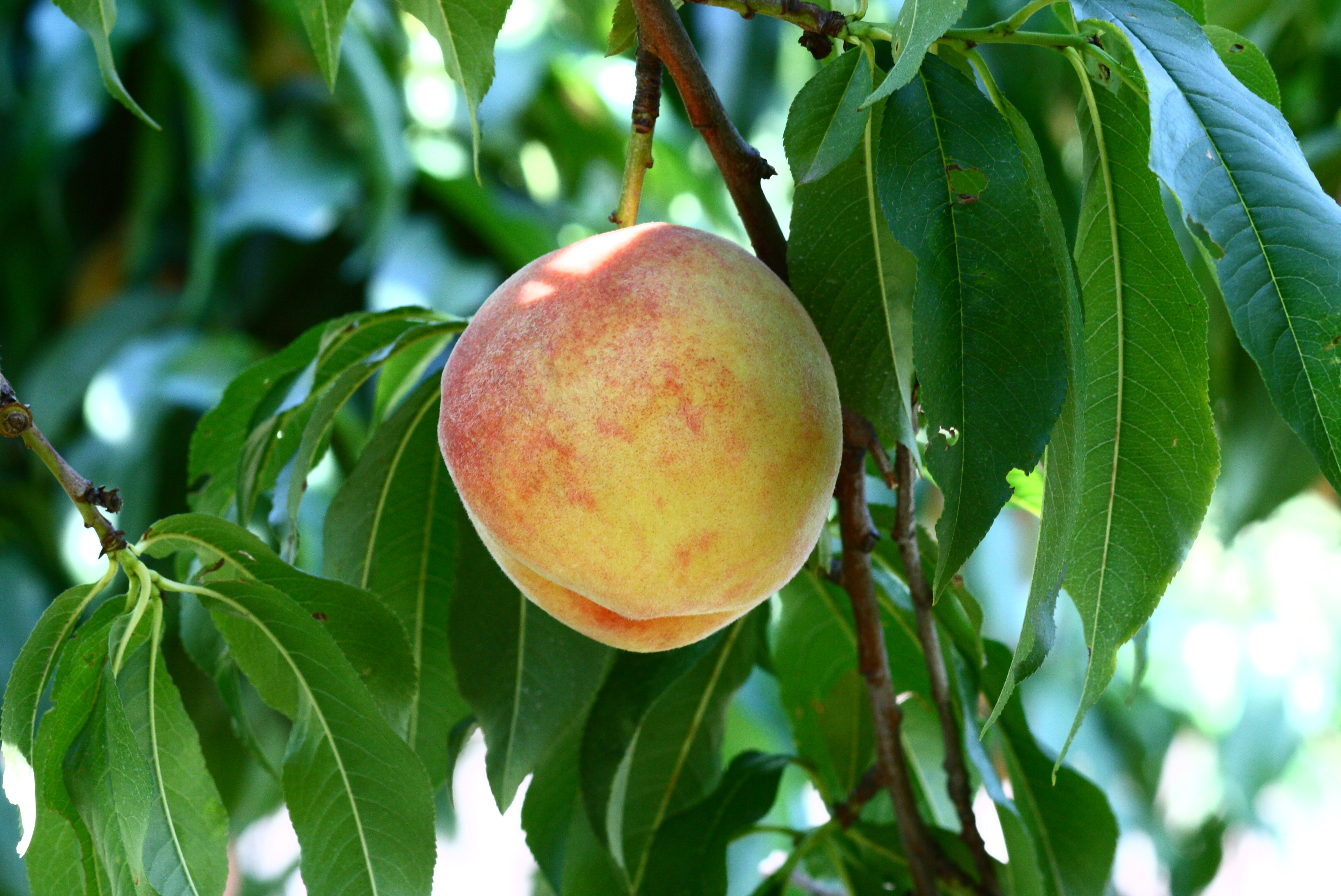
الفركس
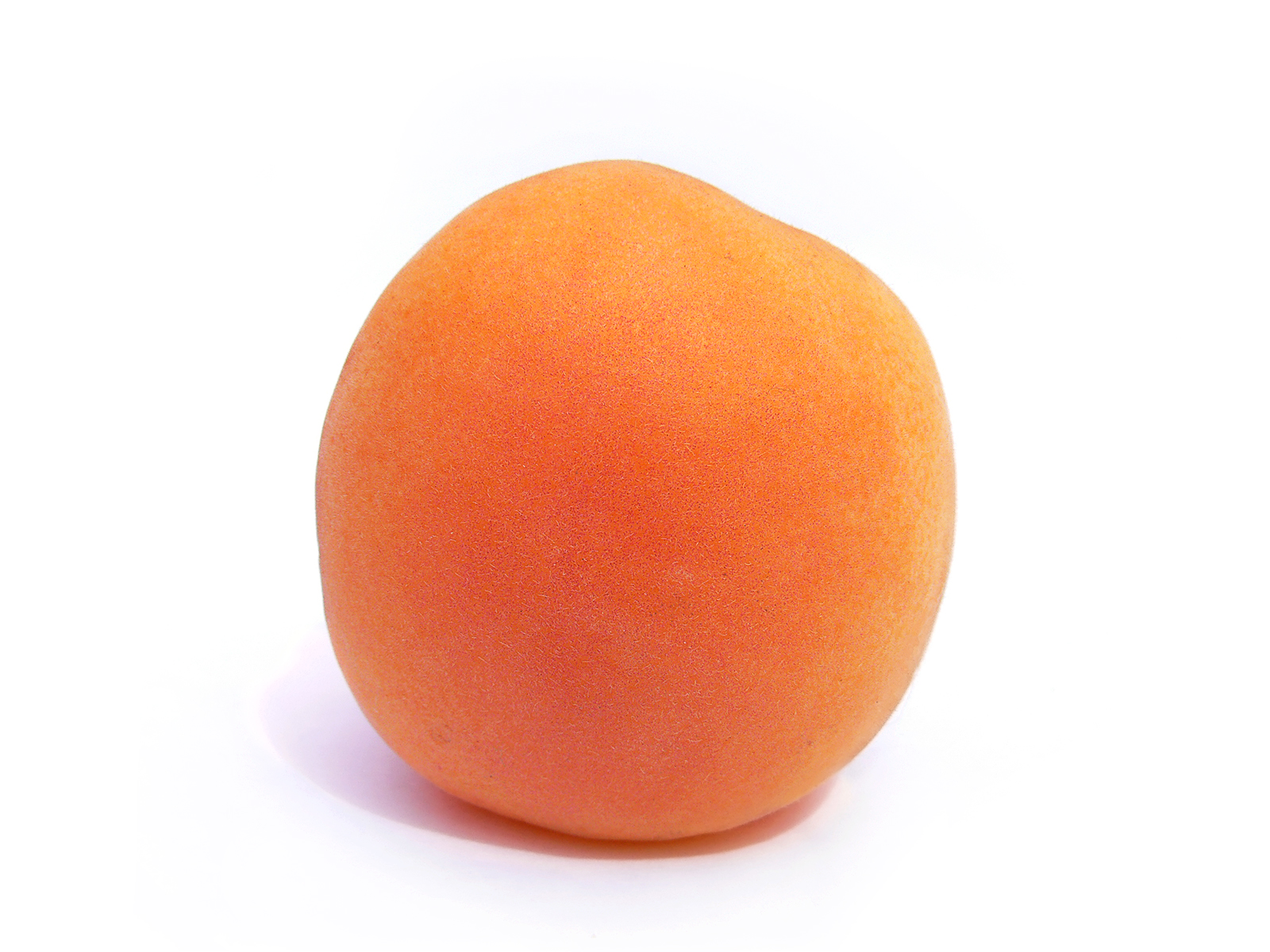
المشمش
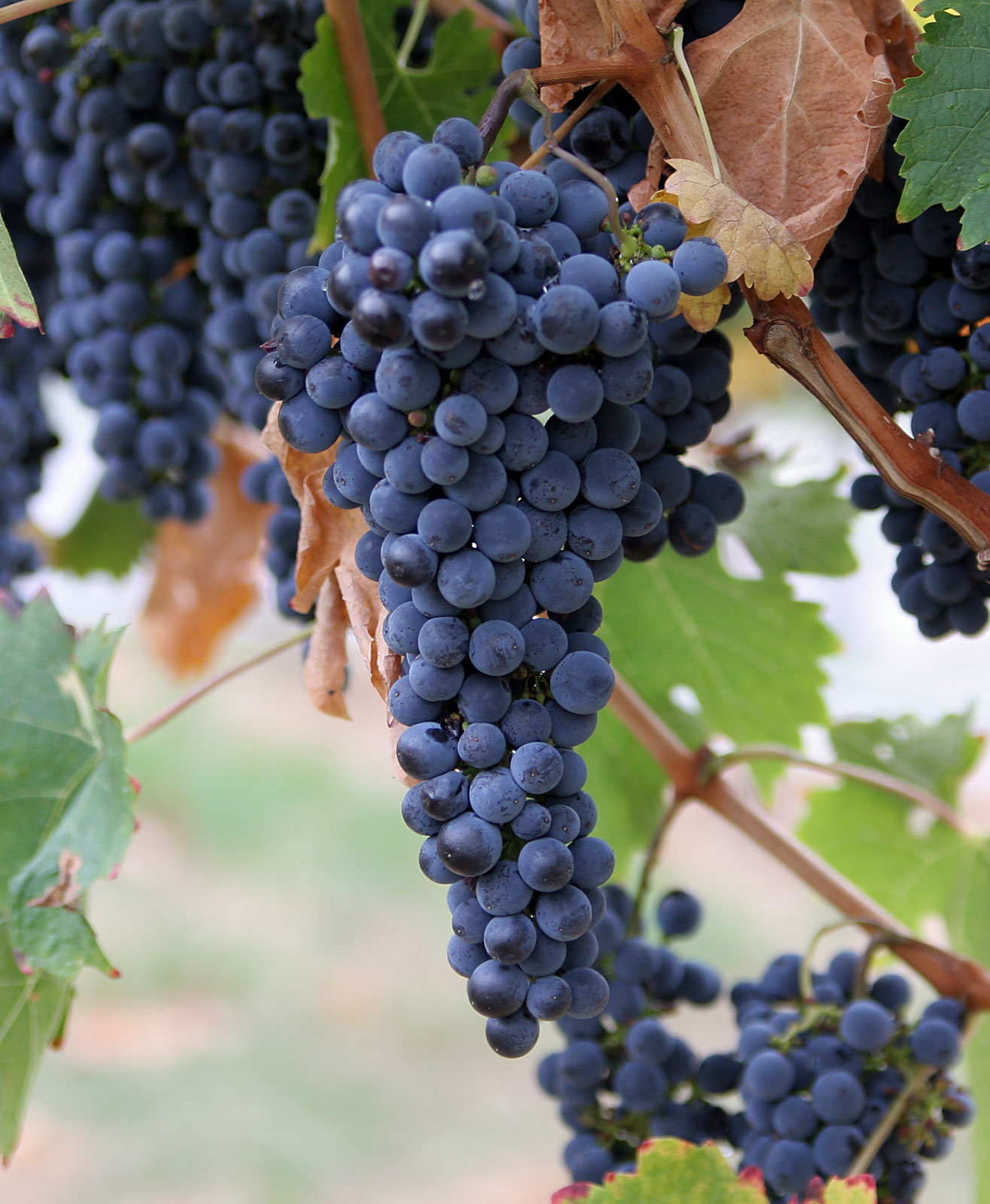
العنب
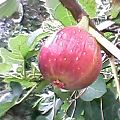
التين
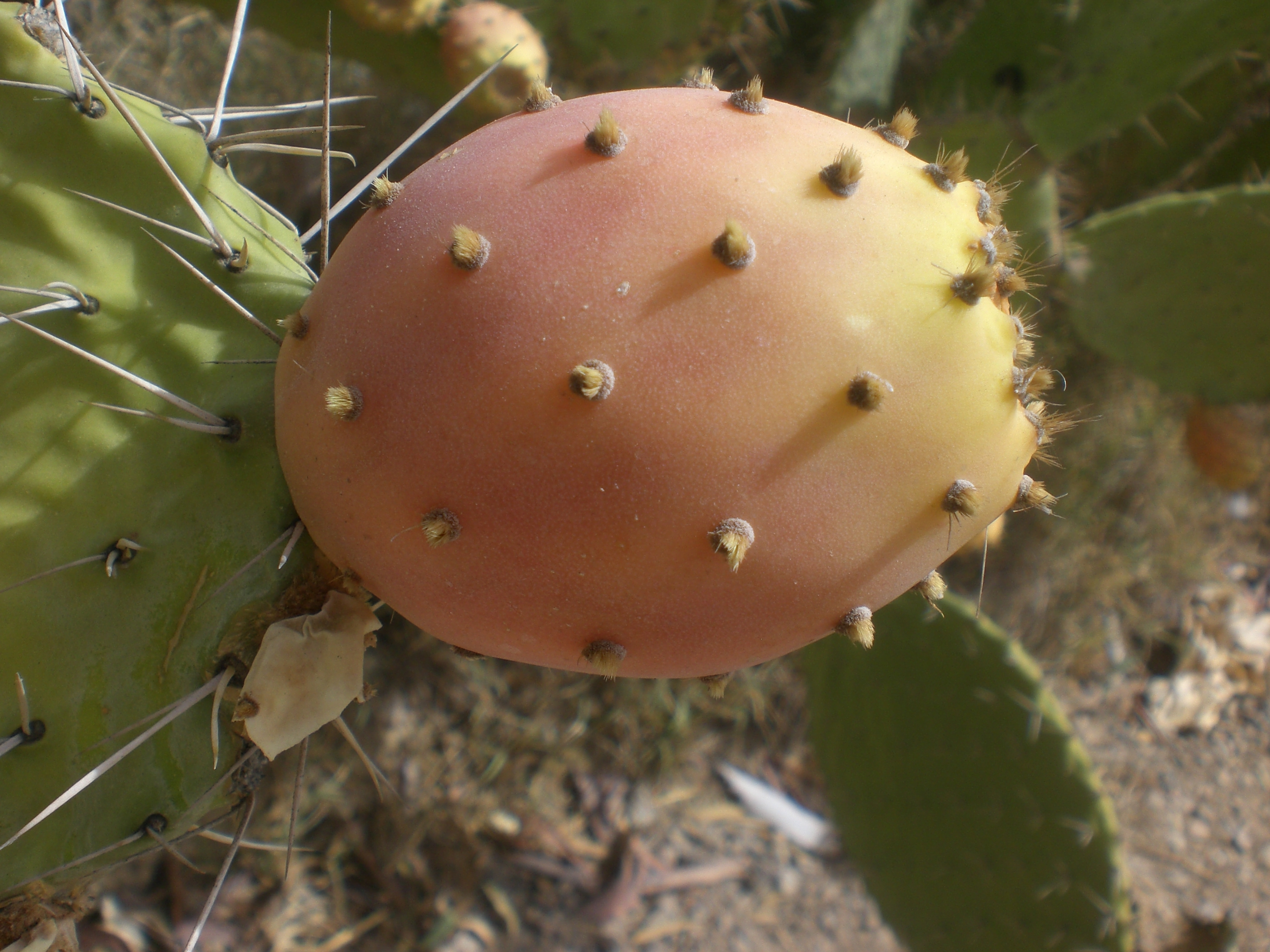
التين الشوكي